# Cała Góra Barwinków

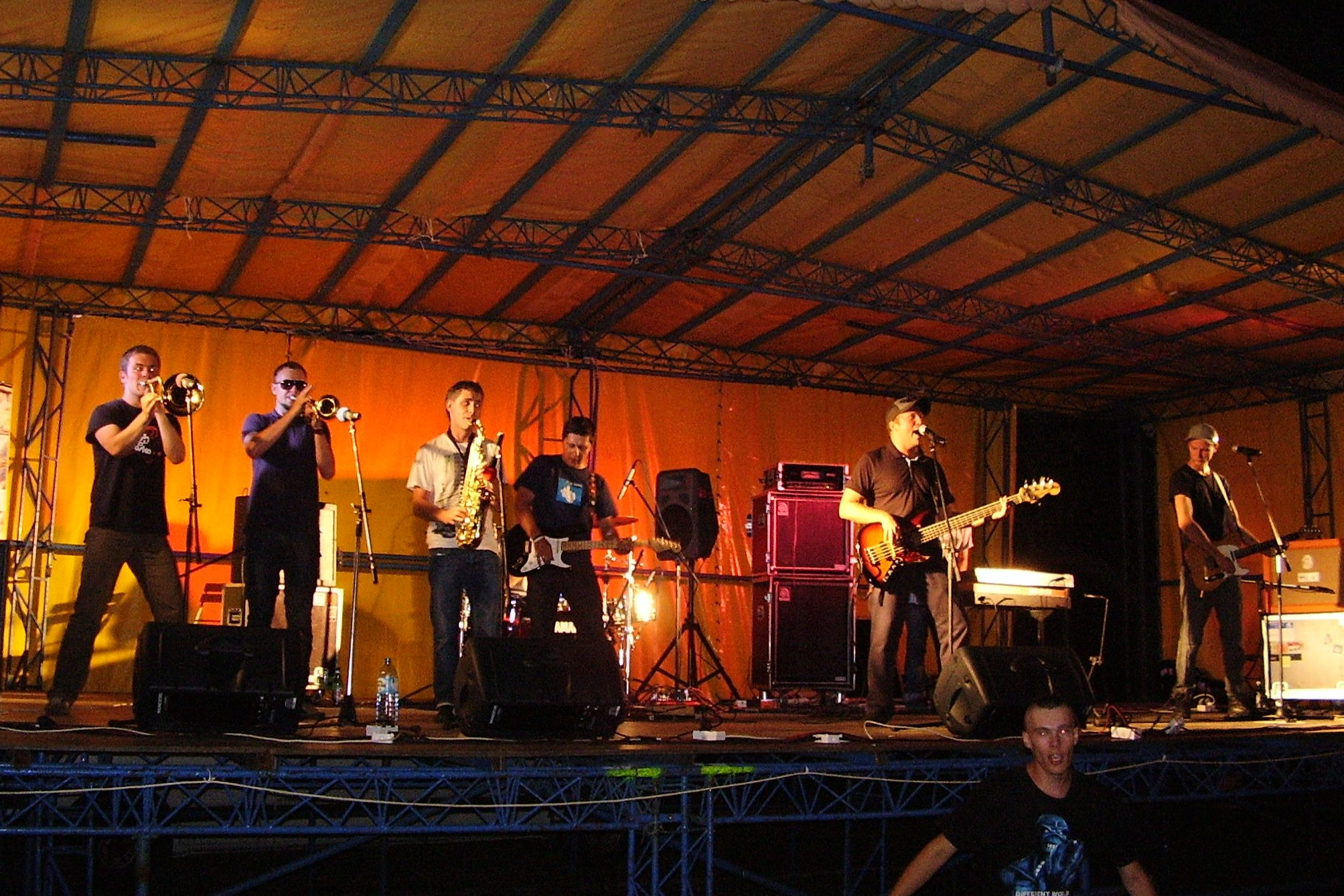
Koncert w Nowej Dębie, 2010

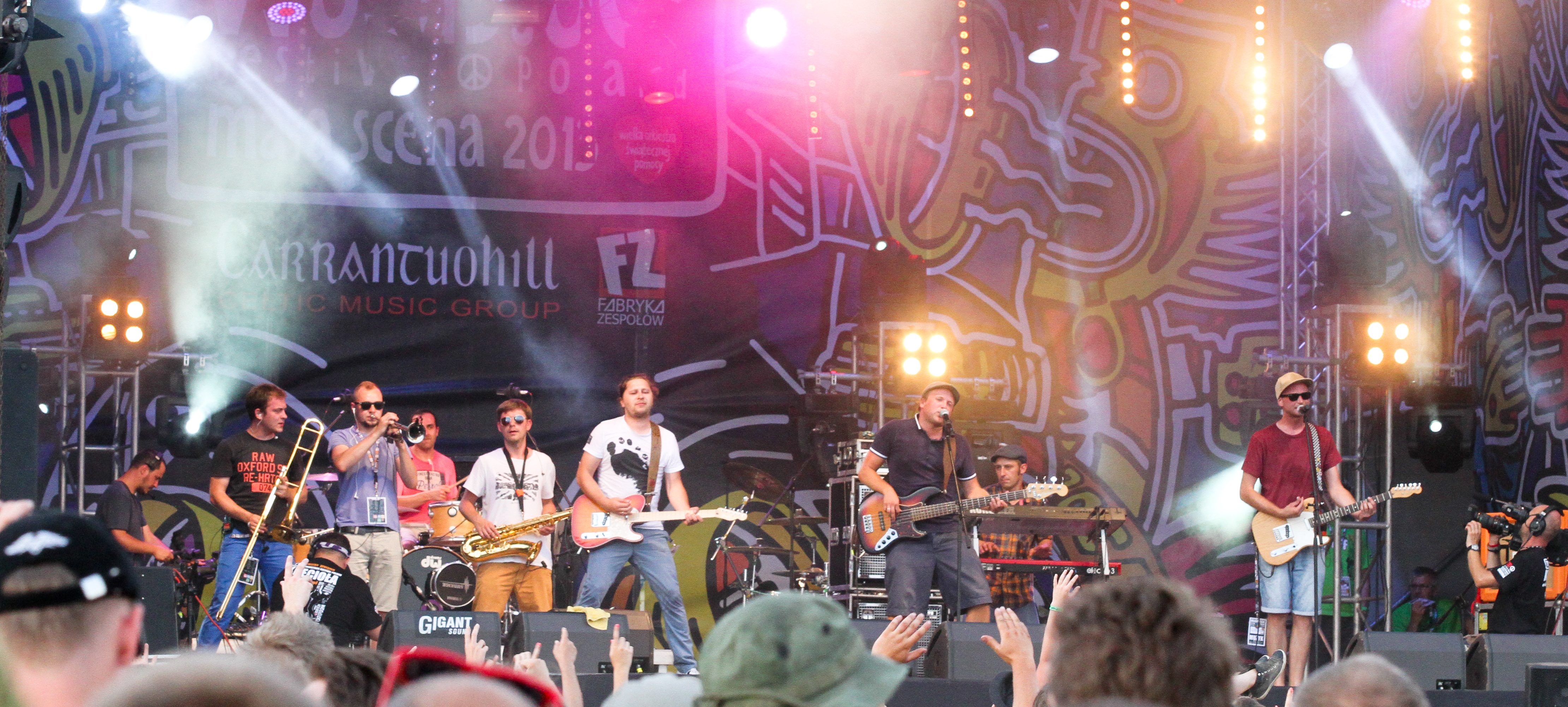
Przystanek Woodstock, 2013

Cała Góra Barwinków, CGB – polski zespół muzyczny grający muzykę reggae i ska.

## Historia
Korzenie zespołu sięgają 1997 roku, kiedy to jego lider Kuba Kaczmarek uczył się w liceum i rozpoczął poszukiwania muzyków zainteresowanych nurtem ska/reggae. Zespół działa w obecnym składzie od 2002 roku. Znakiem rozpoznawczym CGB jest wysunięta na pierwszy plan, rozbudowana sekcja dęta.
W 2004 roku zespół został zaproszony przez Jurka Owsiaka do studia telewizyjnej Dwójki, gdzie wystąpił podczas XII Finału Wielkiej Orkiestry Świątecznej Pomocy. Cała Góra Barwinków zaprezentowała się również w programach Kuba Wojewódzki, Poplista, Kawa czy herbata, Regiony kultury czy też w programie Taper, w którym zespół podkładał muzykę pod niemy film Charliego Chaplina Charlie ucieka. 
W 2014 roku Cała Góra Barwinków wzięła udział w 4 edycji programu X Factor w TVN, odpadając dwa odcinki przed finałem.
CGB trzykrotnie wystąpili na Przystanku Woodstock – w 2003, 2013 i 2018 roku oraz w 2007 roku w Heineken Opener Festiwalu w Gdyni.
W 2018 roku zespół opuścił Tomek Kaczmarek, który dołączył do zespołu Darii Zawiałow. W 2019 Pawła Tyrałę zastąpił na saksofonie Maciek Mazurek. W takim składzie zespół grał przez rok. Od roku 2020 w skład sekcji dętej zmniejszył się poprzez odejście Maćka Mazurka.
W roku 2023 z zespołu odchodzi trębacz Daniel Michoń, a szeregi zasila saksofonista Piotr Jaros.
Grupa nagrała pięć płyt długogrających. W 2008 roku ukazał się winylowy singiel z piosenką Ta ostatnia niedziela. Ostatnia z płyt długogrających – Sposoby – ukazała się w 2018 roku. 

## Skład
- Kuba Kaczmarek – gitara basowa, śpiew
- Artur Wilk – gitara
- Kuba Syguda – perkusja
- Maciek Kulej – klawisze
- Karol Ryś – puzon
- Piotr Jaros - saksofony
- Adrian Puta - realizator dźwięku

### Byli muzycy
- Tomek Kaczmarek – gitara, śpiew
- Paweł Tyrała – saksofon altowy, flet
- Maciek Mazurek - saksofon
- Daniel Bobo Michoń – trąbka
- Marek Grzybowski - perkusja

## Dyskografia
Grupa nagrała płyty:
- Demo (2003)
- Cała Góra Barwinków (2004, Zima Records)

1. „Electric”
2. „Raga”
3. „Your soul”
4. „Lao”
5. „Noc”
6. „On a sidewalk”
7. „Nic tu po nas”
8. „Przyglądam się sobie”
9. „Biot”
10. „Stąd dotąd”
11. „Niedziela”
12. „MamaTata”

- 24 godziny (2007, Lou & Rocked Boys)

1. „24 godziny”
2. „All nite”
3. „Sonny Crockett”
4. „Drugie okno”
5. „Tracę czas”
6. „Idioci”
7. „Warszawa”
8. „Rudeboy stylee”
9. „Woman”
10. „Koalicje”
11. „Skavenir”
12. „Sensi”

- Kocham kłopoty (2010, Lou & Rocked Boys)

1. „Bracia strach”
2. „Nie mam czasu”
3. „D.Y.T.”
4. „Miasto kobiet”
5. „Co masz dawać to daj”
6. „Papierosy”
7. „Rockextazy”
8. „Panie prezydencie”
9. „Królowa nocy”
10. „I'm in a dancing mood”
11. „Najlepsza partia w mieście”
12. „Love gonna walk out on me”
13. „Nie zapomnij o mnie”
14. „Wyluzuj”
15. „Sobota rano”

- Beat 2 Meet U (2013, ZKW Artakcja)

1. „Doskonały”
2. „Agro”
3. „Strong Coffea”
4. „Ogień”
5. „To nie to”
6. „Skala”
7. „Zmień ton”
8. „Ćma”
9. „Różne powody”
10. „W lustrze”
11. „Czego możesz być pewien”

- Sposoby (2018, Zima Records)

1. „Król ulicy”
2. „Onomato”
3. „Błąd”
4. „Szmerc”
5. „U&I”
6. „W górę na raz”
7. „Zuch”
8. „Mina”
9. „Byłaś serca biciem”
10. „Tylko dla nas”
11. „Jedno mniej”
12. „Sposoby”
13. „Bonus track”